# Cantonul Briare
Cantonul Briare este un canton din arondismentul Montargis, departamentul Loiret, regiunea Centru, Franța.

## Comune
- Adon
- Batilly-en-Puisaye
- Bonny-sur-Loire
- Breteau
- Briare (reședință)
- La Bussière
- Champoulet
- Dammarie-en-Puisaye
- Escrignelles
- Faverelles
- Feins-en-Gâtinais
- Ousson-sur-Loire
- Ouzouer-sur-Trézée
- Thou